# Kathleen Sergerie
Pour les articles homonymes, voir Sergerie.
 (septembre 2014).
Kathleen Sergerie, ou simplement Kathleen, est une chanteuse populaire québécoise qui a obtenu plusieurs succès dans les années 1990. Née à Cap-Chat en Gaspésie, Québec, Canada elle sera cette interprète aux tresses caractéristiques et à la voix puissante qui marquera le palmarès avec les pièces Où aller, Holà, Ça va bien!, Je suis à moi!, Roses sans épines, etc.

## Biographie
Kathleen Sergerie est née le 24 avril 1966 à Cap-Chat en Gaspésie. À 17 ans, elle part pour Rimouski puis à Québec pour étudier en administration et marketing. En 1989, elle fait partie d'un groupe qui se présente à L'Empire des futures stars. Marc Durand, faisant alors partie du jury, la remarque et devient son gérant. Parmi les mois précédents la sortie de son 1er album elle danse entre autres dans le video-clip Hit ’em with your thing de Nasty Joe, figure dans T'es dans la lune de Les B.B., chante avec The Box, etc.
Son premier album, intitulé Kathleen (1991), s'écoulera à plus de 75 000 unités et obtiendra une certification d'or. Les Félix 1992 lui valent 2 nominations celui de son auteur, compositeur Jean-Pierre Isaac (Mitsou, French B, etc.) ainsi, que celle de Artiste révélation. La chanteuse repart avec le Félix révélation. « J'ai travaillé très fort à la création de cet album. Merci ! à tous mes fans qui m'ont permis d'obtenir un disque d'or », déclare la chanteuse.
Son deuxième album intitulé Ça va bien! (1993) obtiendra une certification d'or et platine pour 100 000 unités. Les chansons Fashion, Oublier et Roses sans épines tournent abondamment à la radio. Ça va bien! est nommée Chanson de l'été par CKOI. L'album obtient l'année suivante une nomination à l'ADISQ dans la catégorie d'album s'étant le plus vendu au cours de l'année. De même, il se retrouve nommé aux Juno Awards 1994 dans la catégorie du meilleur album francophone de l'année.
Kathleen et Jean Leloup chanteront sur le long métrage animé David Copperfield. Elle y fera la voix d'Agnès, une petite chatte. Elle devient aussi porte-parole pour les vêtements Cobra Jeans.
Elle fait ensuite la première partie au Forum de Montréal de la tournée The Colour of My Love Tour de Céline Dion en 1994.
En 1996, elle lance Cette fille-là un album moins pop que les précédents et plus personnel avec des chansons comme Je suis à moi! #1 sur CKOI et Aimes-tu la vie? une reprise de Boule Noire, l'album reçoit des critiques plutôt mitigées et ne renoue pas avec le succès passé.
Un an plus tard, elle double les quatre chansons du personnage principal de Belle dans le film de Disney sorti directement en vidéo La Belle et la Bête : Un Noël enchanté.
En 1998, elle met fin, d'un commun accord, à son contrat avec l'étiquette Sony Musique. Elle souhaite ainsi faire une pause dans sa carrière musicale.
Après quelques projets de retour, notamment avec l'aide de Richard Desjardins, Kathleen joint les rangs du Ville Émard Blues Band Nouvelle Génération avec son conjoint Christian Gagnon (fils du bassiste Bill Gagnon) pour un spectacle historique lors du Festival d'été de Québec en 2004. À ce jour, elle se produit sur scène avec le groupe lors d'événements musicaux et un CD Live est sorti en septembre 2008. Aussi en 2004, elle participe au Show Du Refuge mis sur pied par Dan Bigras au Métropolis en offrant des prestations diverses dont l'interprétation de Le vent nous portera du groupe Noir Désir avec Dany Bédar, prestation qui suscitera une critique exceptionnelle dans La Presse. En 2005, elle participe au Festival des Nuits d'Afrique de Montréal au sein du groupe Toubabou.
Kathleen était l'artiste invitée de la revue musicale Let's Dance 80 présentée du 28 novembre au 20 décembre 2008 à l'Olympia de Montréal.
Elle a participé en 2009 à la 4e édition du Pinch of Love (organisé par Radio Énergie) au Dagobert à Québec où, elle partageait la scène avec les Karma Kameleons. Le groupe de style musical manouche The Lost Fingers a repris son succès Où aller sur leur album Rendez-vous Rose. Ainsi Kathleen a rejoint le groupe pour interpréter en duo cette pièce au spectacle d'ouverture du Fesitval d'été de Québec 2009. Cette reprise a aussi fait l'objet d'un remix de DJ Peakafeller pour les pistes de danse. La chanteuse a aussi participé au spectacle Souvenirs Retrouvés 2 au Club Soda de Montréal à l'automne 2009.
En 2017, lors de son passage à l'émission estivale Sucré Salé, Kathleen indique qu'elle prépare un retour sur disque .

## Discographie
Kathleen (1991) Sony Musique CK 80166 (certifié disque d'or au Canada (50 000 exemplaires))
Extraits radio : 
- Où aller
- Holà
- Tu t'en fais pas
- Tu te rappelles

Ça va bien! (1993) Sony Musique CK 80179 (certifié disque d'or au Canada (50 000 exemplaires))
Extraits radio :
- Ça va bien!
- Oublier
- Fashion
- Roses sans épines
- La première fois

David Copperfield : De Don Arioli (1993) B.O. Qc (Canada) Ltée.
- Dites-moi où trouver? Duo Kathleen et Patrick Bourgeois
- Autres, etc.

Cette fille-là (1996) Sony Musique CK 80241
Extraits radio :
- Je suis à moi
- Cette fille-là
- Aimes-tu la vie? (Reprise de Boule Noire)
- Angelina

La Belle et la Bête : Un Noël enchanté (1997) La Compagnie Walt Disney (Canada) Ltée.
- Histoires
- Tant qu'il y aura Noël
- Tant qu'il y aura Noël (Reprise)
- La crème de la crème

Quatorze (1999) Single pour la Fondation des victimes du 6 décembre contre la violence
- Quatorze (Avec Marie Carmen, Kathleen Sergerie, Marie-Denise Pelletier, Nancy Dumais, etc.)

Déjà Noël (2006) Déjà Musique
- Glory Alleluia

Avec Ville Émard Blues Band
Live au festival des musiques progressives de Montréal 
(2008) Prog Québec
- Yama Nekh
- Octobre (Au mois de mai)

## Spectacles et Tournée
- 1992 - Au Parc Maisonneuve
- 1994 - 1re partie de Céline Dion -The Colour of My Love Tour au Forum 6 soirs
- 1994 - Série de spectacles à la Place Des Arts de Montréal 5e salle
- 1995-1996 - Prestation “Acapella” des hymnes nationaux Canadien et Américain, partie des Expos
- 1991-1992-1993-1994-1996-1997 - Tournée du Québec

## Lauréats et nominations

### Gala de l'ADISQ
| Année | Catégorie                           | Pour        | Résultat   |
| ----- | ----------------------------------- | ----------- | ---------- |
| 1992  | découverte de l'année               | Kathleen    | lauréat    |
| 1994  | album de l'année - meilleur vendeur | Ça va bien! | nomination |

### Prix Juno[6]
| Année | Catégorie                       | Pour        | Résultat   |
| ----- | ------------------------------- | ----------- | ---------- |
| 1992  | album francophone le plus vendu | Kathleen    | nomination |
| 1994  | album francophone le plus vendu | Ça va bien! | nomination |

### Autres prix
- 1993 : Prix des auditeurs de CKOI : Chanson numéro 1 de l'été Ça va bien!